# اختاپوس (فیلم ۱۹۹۸)
«اختاپوس» (انگلیسی: Octopus (1998 film)) فیلمی در ژانر ترسناک است که در سال ۱۹۹۸ منتشر شد.